# Seznam členů druhého Knesetu
Tento článek je seznam členů 2. Knesetu, který byl zvolen ve volbách v roce 1951, konkrétně 30. července 1951. Jeho funkční období trvalo až do zvolení následujícího (třetího) Knesetu v roce 1955.
120 členů druhého Knesetu bylo rozděleno podle stranické příslušnosti následovně:
- 45 mandátů Mapaj
- 20 mandátů Všeobecní sionisté
- 15 mandátů Mapam
- 8 mandátů ha-Po'el ha-Mizrachi
- 8 mandátů Cherut
- 5 mandátů Maki
- 4 mandáty Progresivní strana
- 3 mandáty Demokratická kandidátka izraelských Arabů
- 3 mandáty Agudat Jisra'el
- 2 mandáty Sefardové a orientální komunity
- 2 mandáty Po'alej Agudat Jisra'el
- 2 mandáty Mizrachi
- 1 mandát Kidma ve-avoda
- 1 mandát Jemenitské sdružení
- 1 mandát Chakla'ut ve-pituach

## Seznam poslanců
- poslanecký klub Mapaj

Aran • Argov • Asaf • Bar Rav Haj • Ben Ašer • Ben Cvi (pak Nicani) • Ben Gurion • Berger • Dajan • Efrati • Eškol • Feldman • Govrin • Guri • Hakarmeli (pak Hilel) • Hakohen (pak Kamin) • Hen (pak Cabari) • Herzfeld • Idelson • Ješa'jahu • Josef • Kafrit • Kaplan (pak Kalfon) • Kese • Lavi • Lavon • Livne • Luz • Majmon • Me'ir • Naftali • Namir • Necer • Osnija • Smilansky • Šapira • Šaret • Šazar • Šefer • Šeri • Šitrit • Šprincak • Taburi • Tversky • Uri
- poslanecký klub Všeobecní sionisté

Ari'av • Baba • Bernstein • Bežarno • Boger • Flaš • Har'el • Chet • Ichilov • Kacnelson • Klivnov • Parsic • Perlstein • Rimalt • Rokach • Sapir • Serlin • Stupp • Suza'iv • Zisman
- poslanecký klub Mapam

Aram (odešel do Achdut ha-avoda) • Bar Jehuda (odešel do Achdut ha-avoda) • Bastúní (odešel do Si'at smol,pak zpět do Mapam) • Ben Aharon (odešel do Achdut ha-avoda) • Bentov • Berman (odešel do Si'at smol,pak do Maki) • Cizling (odešel do Achdut ha-avoda) • Chazan • Ja'ari • Lamdan (odešla do Frakce nez. na Achdut ha-avoda,pak do Mapaj) • Livšic (odešel do Frakce nez. na Achdut ha-avoda,pak do Mapaj) • Peri • Riftin • Rubin • Sne (odešel do Si'at smol,pak do Maki)
- poslanecký klub ha-Po'el ha-Mizrachi

Burg • Ganchovski • Chazani • Kelmer • Rafa'el • Šapira • Unna • Warhaftig
- poslanecký klub Cherut

Altman • Avni'el • Bader • Begin • Ben Eliezer • Landau • Ja'akov Meridor (pak Šostak) • Razi'el-Na'or
- poslanecký klub Maki

Habíbí • Mikunis • Túbí • Vilenska • Vilner
- poslanecký klub Progresivní strana

Granot (pak Forder) • Harari • Kol (pak Kohen) • Rosen
- poslanecký klub Dem. kand. izr. Arabů

az-Zuabí • Kasis • Muadí
- poslanecký klub Agudat Jisra'el

Deutsch (pak Ben Ja'akov) • Levin • Lorinc
- poslanecký klub Sefardové a orientální komunity

Elijašar • Sason
- poslanecký klub Po'alej Agudat Jisra'el

Kahana • Minc
- poslanecký klub Mizrachi

Nurok • Pinkas (pak Ben Me'ir) 
- poslanecký klub Kidma ve-avoda

Hanífes
- poslanecký klub Jemenitské sdružení

Garidi
- poslanecký klub Chakla'ut ve-pituach

Hamdán
poznámka:* abecední řazení, nikoliv podle pozice na kandidátní listině * Sefardové a orientální komunity sloučeni s Všeob. sionisty * Jemenit. sdruž. dočasně sloučeno s Všeob. sionisty